# Leucospis colombiana
Leucospis colombiana är en stekelart som beskrevs av Boucek 1974. Leucospis colombiana ingår i släktet Leucospis och familjen Leucospidae.
Artens utbredningsområde är:
- Colombia.
- Venezuela.

Inga underarter finns listade i Catalogue of Life.